# The Visitation
The Visitation ist ein US-amerikanischer Mystery-Horrorfilm aus dem Jahre 2006. Die Geschichte basiert auf einem Roman von Frank E. Peretti.

## Handlung
In der Kleinstadt Antioch taucht ein großer blonder Mann in schwarzer Kleidung auf und verkündet die Wiederkehr des Herren. Plötzlich geschehen unerklärliche Dinge. Der Sohn der Tierärztin Morgan überlebt einen schweren Autounfall unverletzt. Der Hausmeister einer Kirche hat keine Probleme mehr mit seinem Knie, als er die Tränen des gekreuzigten Jesus berührt. Der Hund des ehemaligen Pfarrers Travis entsteigt dem Grab. Ein Rollstuhlfahrer kann wieder laufen. Ein Polizist verdrängt seinen Hirntumor. Bei allen Phänomenen scheint der geheimnisvolle Brandon Nichols beteiligt zu sein. Er sieht sich selbst als Jesus Christus. Er will sogar die vor drei Jahren ermordete Frau des ehemaligen Geistlichen zum Leben erwecken. Doch Travis zweifelt und beginnt, gemeinsam mit Morgan zu ermitteln.
Während die Einwohner von Antioch ihren neuen Heiland feiern, entdeckt Travis in den Ermittlungsakten zum Mord an seiner Frau ein Foto, auf dem der mysteriöse Blonde zu sehen ist. Ein Pick-up führt ihn und Morgan zu einem Schrotthändler, der ihnen eine Adresse gibt. Dort finden sie eine verlassene Hütte. An einer Wand hängen Zeitungsausschnitte, die mit schwarzer Farbe übermalt sind.
Während Travis sich mit Brandon unterhält, sieht Morgan in einem anderen Raum des Hauses eine seltsame Konstruktion aus Balken und Stacheldraht. Nun schlägt die Stimmung allmählich um. Brandon erweist sich als Verbündeter des Teufels und die Leiden der Menschen kehren zurück. Einige Einwohner sind von bösen Dämonen befallen, die vertrieben werden müssen.
Als Travis und Morgan die von Brandon verletzte Darlene ins Krankenhaus bringen, analysieren sie mit einer Computertomographie den Zeitungsausschnitt und stoßen auf die Hintergründe des Falls. Reverend Cantwell missbrauchte seinen Sohn Justin, der Travis damals um Hilfe bat. Weil er sich missverstanden fühlte, wandte er sich den dunklen Mächten zu und kehrt nun als Brandon Nichols zurück, um vor dem Ablauf einer dreijährigen Frist ein neues Opfer zu finden. Im letzten Moment kann Travis mit einer Bibel verhindern, dass Justin Morgan tötet. Stattdessen stirbt Justin und bei dessen Begräbnis ist Travis wieder als Geistlicher aktiv.

## Hintergrund
„The Visitation“ wurde im kalifornischen Visalia gedreht. Die Dreharbeiten begannen am 26. Oktober 2004 und endeten am 23. November 2004. Das Budget wurde auf 2,5 Millionen US-Dollar geschätzt. Der Film erschien am 15. Februar 2006 in Spanien auf DVD. Die DVD-Veröffentlichung in den USA erfolgte am 28. Februar 2006, während der Film in Deutschland am 25. August 2006 auf DVD erschien.

## Kritiken
Kino.de sieht einen „religiösen Horrorthriller und christlichen Genrefilm, der mal abgesehen von den Schlussminuten so gut wie nie als solcher erkennbar ist und deshalb auch keinen Andersdenkenden durch missionarischen Eifer verprellt. Im Gegenteil gibt's kritische Gedanken, glaubwürdige Typenzeichnung und effektvolle Gruselspannung satt.“